# Jorsua Chambers
Jorsua David Chambers Dasent (Panama, 11 giugno 1983) è un ex cestista panamense.

## Carriera
Con Panama ha disputato i Campionati americani del 2007.